# Exposición Internacional de Artes Decorativas e Industrias Modernas
La Exposición Internacional de Artes Decorativas e Industrias Modernas (en francés: Exposition internationale des arts décoratifs et industriels modernes) fue una Exposición Internacional celebrada en París, Francia, del 29 de abril (el día después de su inauguración en una ceremonia privada por el presidente de Francia)  al 25 de octubre de 1925. Fue diseñada por el gobierno francés para destacar el nuevo estilo moderno de arquitectura, decoración de interiores, muebles, vidrio, joyería y otras artes decorativas en Europa y en todo el mundo. Muchas ideas de la vanguardia internacional en los campos de la arquitectura y las artes aplicadas se presentaron por primera vez en la exposición. El evento tuvo lugar entre la explanada de Les Invalides y las entradas del Grand Palais y el Petit Palais, y en ambas orillas del Sena. Hubo 15.000 expositores de veinte países diferentes, y fue visitado por dieciséis millones de personas durante sus siete meses de duración.  El estilo moderno presentado en la exposición más tarde se conoció como "Art Decó", por el nombre de la exposición.

## La idea y la organización
La idea de una exposición dedicada íntegramente a las artes decorativas surgió originalmente de la Société des Artistes Décorateurs (Sociedad de Artistas Decorativos), un grupo fundado en 1901 que incluía tanto a artistas consagrados como Eugène Grasset y Hector Guimard como a artistas más jóvenes como Francis Jourdain, Maurice Dufrêne, Paul Follot y Pierre Chareau. A los artistas decorativos se les había permitido participar en los dos Salones de París anteriores, pero se les situó en un plano subordinado a los pintores, y querían una exposición que diera prioridad a las artes decorativas. Los primeros Salones del nuevo grupo se celebraron en el recién inaugurado Museo de Artes Decorativas, en el Pavillon de Marsan del Louvre. El Salon d'Automne, un nuevo Salón fundado en 1903, rindió homenaje a pintores, escultores, artistas gráficos y arquitectos, pero, una vez más, las artes decorativas fueron en gran medida ignoradas. Frantz Jourdain anunció la idea de celebrar una exposición independiente de artes decorativas lo antes posible. Explicó su razón en un ensayo escrito más tarde, en 1928: "En consecuencia, decidimos devolver el Arte Decorativo, tratado desconsideradamente como una Cenicienta o un pariente pobre al que se le permite comer con los sirvientes, al lugar importante, casi preponderante que ocupó en el pasado, de todos los tiempos y en todos los países del globo".
La Sociedad de Artistas Decorativos presionó a la Cámara de Diputados francesa, que en 1912 acordó organizar una exposición internacional de artes decorativas en 1915. Los planes se aplazaron en 1915 debido a la Primera Guerra Mundial, y se reanudaron tras el fin de la guerra en 1918. Inicialmente se programó para 1922, luego se pospuso por escasez de materiales de construcción hasta 1924 y posteriormente a 1925, veinticinco años después de la Exposición Universal de 1900.

## Antecedentes y desarrollo
La premisa primera del certamen era la modernidad. Al certamen era obligado acudir con creaciones novedosas. En consecuencia, los proyectos debían alejarse de la tradición, excluyéndose las obras historicistas y las secciones retrospectivas del pasado. En efecto, el artículo 4 del Reglamento de la Exposición advertía que sólo serían admitidas las obras de una “inspiración nueva y de una originalidad real”, y serían “rigurosamente rechazadas las copias, imitaciones y derivaciones de estilos antiguos o anteriores”.
La Exposición de París de 1925 fue visitada durante el tiempo que estuvo abierta al público por más de 16 millones de personas, convirtiéndose en un evento clave en para la denominación y la difusión internacional del estilo que a partir de entonces se denominaría Art decó. Como mostraba la propia exposición en su uniformidad, el estilo ya hacía tiempo que había madurado y dado muy importantes frutos en apartados como el diseño gráfico, la arquitectura, la pintura o la esculturas”.

## Conclusiones

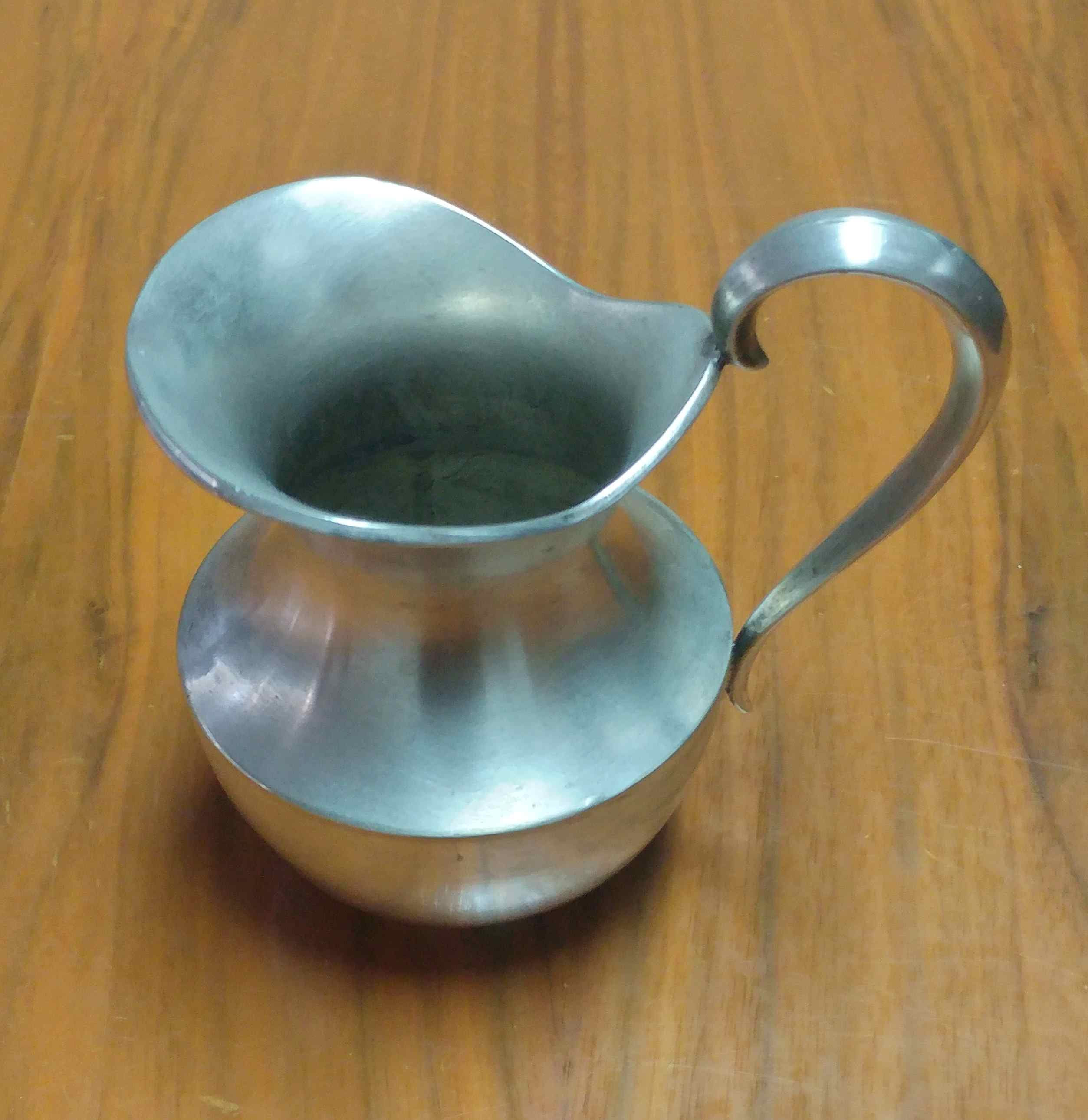
Jarra de los años 1930 con diseño simple adecuado a su función, como propugna el art-déco.

Las conclusiones que se derivaban de esas manifestaciones de arte moderno, actualmente obvias pero entonces revolucionarias, serían sintetizadas en el ámbito de la arquitectura por el ingeniero J. Eugenio Ribera. "El estilo moderno no puede asemejarse a los de las épocas anteriores, cuyas características cultivaban un reducido número de artistas, que reproducían indefinidamente las disposiciones y ornamentos perfeccionados en un período de muchos años y, a veces, de siglos, recurriendo como único material a la piedra labrada, que a su vez contrae las proporciones a reglas precisas y sólo pueden aplicarse a templos o palacios. Hoy son infinitos los destinos de las construcciones. Cada una de ellas debe proyectarse con proporciones y con materiales diferentes; asimismo su decoración varía con el carácter suntuoso, utilitario o industrial que se persigue... Lo que evidencia la Exposición es que puede prescindirse de los cánones arquitectónicos tradicionales, que resultan incongruentes para nuestra época; que las necesidades y las costumbres actuales deben satisfacerse con belleza y alegría mediante el armonioso empleo de materiales fáciles de aplicar; por último, que el buen gusto debe perseguirse por igual en la suntuosidad de un palacio que en la más modesta vivienda obrera, pero siempre con sencillez, sin ostentaciones ridículas y sin grotescas imitaciones”. Estas conclusiones eran aplicables a otras múltiples creaciones.
Se ha destacado que la Exposición de 1925 y el art-déco que surge de ella no es tanto un cambio de sensibilidad cuanto de respuesta a las nuevas realidades materiales de la época, en especial las industriales y la fabricación en serie. En este sentido, el título de la Exposición, que relacionaba las "Artes Decorativas" con las "Industrias Modernas", era particularmente adecuado.